# مارینا کلیمووا
مارینا کلیمووا (روسی: Марина Владимировна Климова؛ زادهٔ ۲۸ ژوئیهٔ ۱۹۶۶) اسکیت‌باز نمایشی و رقصنده روی یخ اهل اتحاد جماهیر شوروی سوسیالیستی بود.